# Michael Hordern
Michael Hordern, född 3 oktober 1911 i Berkhamsted, Hertfordshire, död 2 maj 1995 i Oxford, Oxfordshire (i njursjukdom), var en brittisk skådespelare. Han adlades till Commander av den brittiska imperieorden 1972. Hordern är för svensk tv-publik mest känd i rollen som Cedric Saxaren i 1982 års filmatisering av Ivanhoe.

## Biografi
Hordern var en framstående brittisk skådespelare, som gjorde många roller på scenen. Han medverkade även i många brittiska och amerikanska filmer.
Han arbetade som försäljare och spelade amatörteater på fritiden och gjorde professionell teaterdebut 1937 i Othello. Horden debuterade på film 1939 i Flickor på vift. Under andra världskriget tjänstgjorde han i flottan.
Han spelade rollen som Polonius i William Shakespeares Hamlet på Kronborg i Helsingör, Danmark sommaren 1954, tillsammans med Richard Burton och Claire Bloom. Han lärde då känna Sveriges dåvarande kung, Gustaf VI Adolf, och de upptäckte att de hade ett gemensamt intresse – flugfiske.

## Filmografi (i urval)
- 1939 – Flickor på vift
- 1940 – Komplott!
- 1946 – Lysande utsikter
- 1949 – Biljett till Burgund
- 1951 – Andarnas natt
- 1952 – Robin Hood
- 1955 – De fyra fjädrarna
- 1956 – Fången i San Jorge
- 1957 – Jag anklagar
- 1961 – El Cid
- 1963 – Cleopatra
- 1964 – Den gula Rolls-Roycen
- 1965 – Spionen som kom in från kylan
- 1966 – Så tuktas en argbigga
- 1966 – En kul grej hände på väg till Forum
- 1967 – Hur jag vann kriget
- 1968 – Örnnästet
- 1971 – Råttfångaren från Hameln
- 1971 – Juggernaut
- 1972 – Alice i Underlandet
- 1977 – A Christmas Carol
- 1980 – Shōgun (TV-serie)
- 1982 – Ivanhoe
- 1982 – Gandhi
- 1986 – Lady Jane
- 1986 – Labyrint (röst)
- 1986 – Det uppskjutna paradiset (TV-serie)